# 174567 Varda
174567 Varda är ett objekt i Kuiperbältet. Det upptäcktes den 21 juni 2003 av den amerikanske astronomen Jeffrey A. Larsen vid Kitt Peak-observatoriet. Dess preliminära beteckning var 2003 MW12. Asteroiden namngavs senare efter Varda i J.R.R. Tolkiens fiktiva värld som är stjärnornas drottning och placerade stjärnorna på himlen.
Med en diameter som uppskattats till ungefär 700 km är den förmodligen att betrakta som en dvärgplanet. Vardas nästa periheliepassage sker den 1 mars 2094. Dess rotationstid har beräknats till 5,61 timmar.

## Asteroidmåne
2009 upptäcktes att den har en asteroidmåne. Den har fick sitt namn Ilmarë 2014, efter en maiar i Tolkiens fiktiva universum. Dess diameter är ungefär hälften som Vardas.
| Halv storaxel (km) | Excentricitet | Period (d)      | Diameter (km) |
| ------------------ | ------------- | --------------- | ------------- |
| 4809 ± 20          | 0,017         | 5,7508 ± 0,0001 | 361 ± 40      |